# Atzen & Barbies
Atzen und Barbies ist ein Lied der deutschen Rapperin und Sängerin Shirin David aus dem Jahr 2025, in Zusammenarbeit mit dem deutschen Rapper Ski Aggu.

## Entstehung und Veröffentlichung
Das Lied wurde von den beiden Interpreten Barbara Davidavičius (Shirin David) und August Diederich (Ski Aggu) selbst, zusammen mit den Koautoren Giuseppe Di Agosta (Timey), Lars Hammerstein (Laas Unltd.), Sergen Horoz, Samuel Wernik (Sampagne) sowie dem Produzentenduo The Cratez (bestehend aus David Kraft und Tim Wilke), geschrieben. Letztere zeichneten zudem auch für die Produktion verantwortlich.
Die Erstveröffentlichung von Atzen und Barbies erfolgte als Single am 9. Januar 2025 bei Juicy Money Records. Diese erschien als digitaler Einzeltrack zum Download und Streaming. Am 14. Februar 2025 erschien das Lied als Teil von Davids dritten Studioalbum Schlau aber blond (Katalognummer: 0602475351788), dessen vierte Singleauskopplung es ist.
Seine Livepremiere feierte das Lied bereits am 31. Dezember 2024, als die beiden mit dem Lied bei der Silvesterparty am Brandenburger Tor auftraten. Zunächst wurde mit dem Auftritt der 24. Januar 2025 als Veröffentlichungsdatum kommuniziert. Durch den großen Anklang erklärte David auf X, dass das Stück schon zwei Wochen vorher erscheinen würde.

## Inhalt
Atzen und Barbies wurde in Cis-Dur mit 130 Schlägen pro Minute komponiert und ist eine selbstironische Hymne auf exzentrische Rollenbilder, toxische Stereotype und den Clash zwischen Ghetto-Glam und pinker Plastik-Welt. Shirin spielt mit Kontrasten und Klischees: Muskelprotze mit Goldketten treffen auf High-Heel-Queens in Glitzeroutfits – alles bewusst überdreht inszeniert. Zeilen wie Atzen, Barbies / Fußball und Pilates zeigen den humorvollen Umgang mit Geschlechterrollen, Trashkultur und Luxuswahn.

## Musikvideo
Das dazugehörige Musikvideo entstand unter der Regie von Tereza Mundilova und feierte seine Premiere, einen Tag nach der Singleveröffentlichung, am 10. Januar 2025 auf der Videoplattform YouTube. Dieses zeigt David und Ski Aggu an verschiedenen, teils übertrieben luxuriösen und klischeehaften Umgebungen. Die visuelle Umsetzung spielt mit den Gegensätzen von „Atzen“ und „Barbies“ und betont Themen wie Selbstinszenierung, Luxus und die Parodie gesellschaftlicher Rollenbilder. Bis August 2025 zählte das Musikvideo über 3,9 Millionen Aufrufe auf YouTube.

## Kommerzieller Erfolg
Auf der Streaming-Plattform Spotify verzeichnete das Lied bis August 2025 über 20,5 Millionen Aufrufe.
Chartplatzierungen
Atzen und Barbies avancierte zum Top-10-Hit in Deutschland (Rang 3) und Österreich (Rang 6) sowie zum Charthit in der Schweiz (Rang 20).
| ChartsChartplatzierungen | Höchstplatzierung | Wochen |
| ------------------------ | ----------------- | ------ |
| Deutschland (GfK)        | 3 (7 Wo.)         | 7      |
| Österreich (Ö3)          | 6 (5 Wo.)         | 5      |
| Schweiz (IFPI)           | 20 (1 Wo.)        | 1      |